# Комітет допомоги українським збігцям
Комітет допомоги українським збігцям — українська громадська благодійна організація для допомоги українським біженцям у Підкарпатській Русі. Допомога надавалася усім українським біженцям як з Галичини й Буковини, так і з Наддніпрянщини, незалежно від віросповідання

## Історія
«Комітет допомоги українським збігцям» створений у червні 1920 року в Ужгороді. Його очолили галичани. Головою був обраний інженер Микола Творидло, скарбником — гімназійний вчитель з Дрогобича Володимир Бирчак. Чинність Комітету було затверджено рішенням Цивільного управління Підкарпатської Русі від 18 січня 1921 року (№ 9976/20).
У грудні 1922 року відбулись збори, де було обрано нове керівництво. Василь Струк став головою; Михайло Біличенко-Кобза та полковник Гнат Стефанів — заступники голови; Антін Дівнич — секретарем; Августин Циганик — скарбником; членами проводу — Володимир Бирчак, Михайло Велигорський, Ольга Приходько, Роман Стахура, Іван Рихло.
Комітет мав секції: учительську, жіночу, забавову (розважальну), збірок (збору коштів), харчову, організаційній, місць і посередництва праці та інші. Комітет забезпечував харчуванням українських біженців. Кожен з біженців отримував харчування від Комітету до тих пір, поки не знаходив собі оплачувану працю.
До керівного ядра цієї комітету, у різні часи, належали вихідці з Галичини, Буовини та Наддніпрянщини, колишні Українські січові стрільці, вояки УГА та Дієвої Армії УНР.